# Nihon Shoki
El Nihon Shoki (en japonès 日本書紀) o Nihongi (日本紀), literalment Cròniques del Japó, és el segon llibre més antic de la història japonesa clàssica. És més elaborat i detallat que el Kojiki, la crònica més antiga, i ha demostrat ser una eina important per als historiadors i arqueòlegs, ja que inclou el registre històric més complet que existeix sobre l'antic Japó. L'obra de 32 volums es va acabar l'any 720 sota la supervisió del príncep Toneri i amb l'assistència d'Ō no Yasumaro.

## Contingut
L'obra descriu un període de la història del Japó que abasta des dels temps dels déus fins als de l'emperadriu Jitō el 697. Hi ha una suposició que planteja que el títol original havia estat Nihongi. Es va completar el 720 amb 30 volums, més i 1 genealogia avui perduda. Els compiladors van ser el príncep Toneri (Toneri shinnō), Ki no Kiyohito, Miyake no Fujimaro, Ō no Yasumaro i altres que avui desconeixem.
El Nihon Shoki és una història mítica; no és un text útil per a l'estudi de la història japonesa, però sí per a l'estudi de la seva mitologia antiga. Els mites oficials que apareixen al Shoki són menys interessants que els del Kojiki, el llibre més antic del Japó.
Hi ha grans dubtes sobre l'existència real dels primers emperadors esmentats al Shoki. Els historiadors d'avui consideren les vuit generacions, que comprenen des de la segona fins a la novena en ordre d'emperadors, com una invenció dels compiladors del Shoki. L'existència del primer emperador Jinmu es manté sota sospita. L'emperador Ōjin, el quinzè emperador del Japó, es considera com el primer monarca veritablement històric. Els successos i les explicacions que en fa el Shoki són molt dubtosos. Els historiadors moderns només donen com a vàlids els esdeveniments que hi apareixen a partir de l'any 673.

## Capítols
- Capítol 1: Els mites, 1r capítol — Kami no Yo no Kami no maki.Nihon Shoki, edició del segle xi.

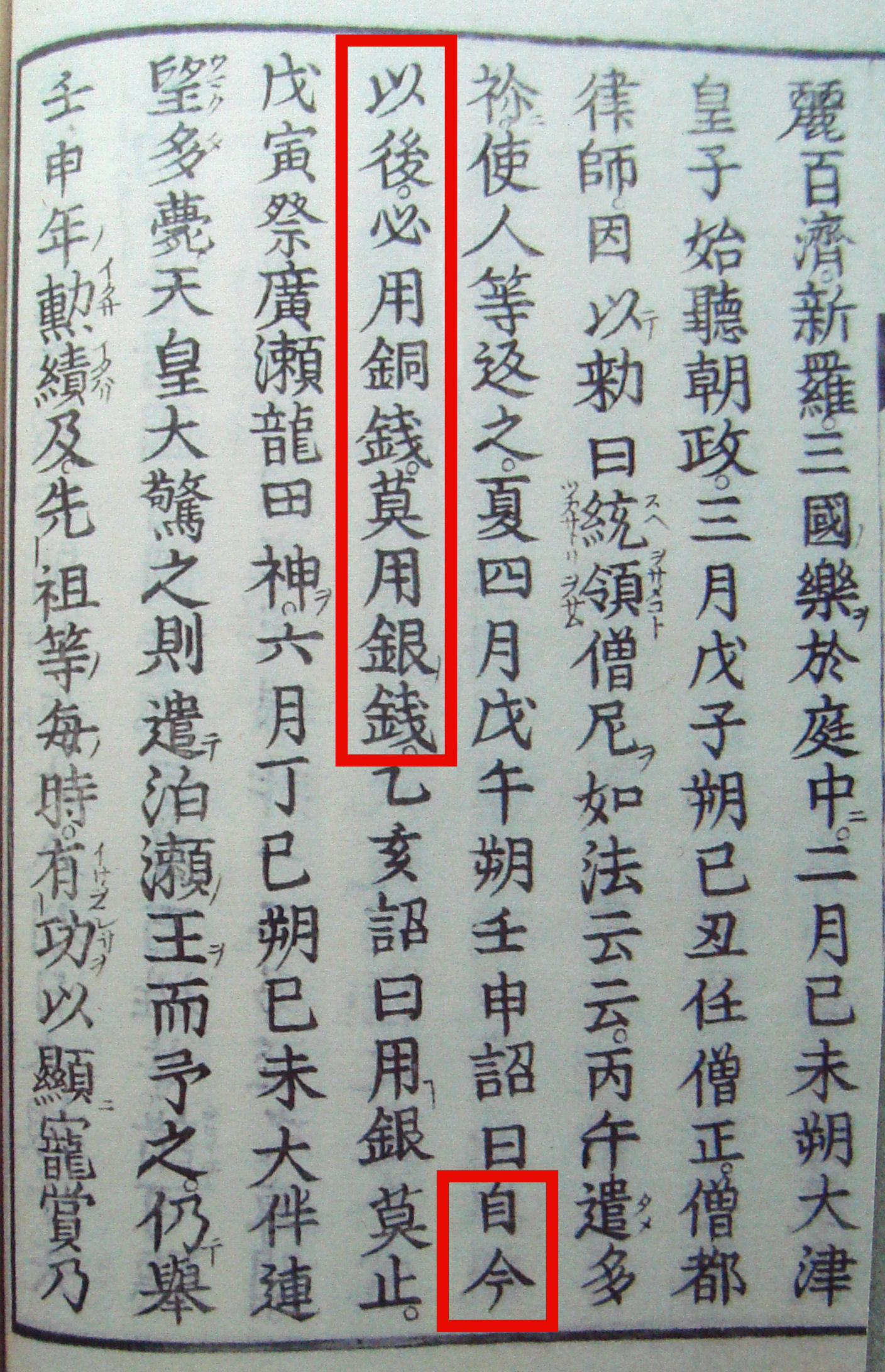
Nihon Shoki, edició del.

- Capítol 2: Els mites, 2n capítol — Kami no Yo no Shimo no maki.
- Capítol 3: L'emperador Jimmu — Kamuyamato Iwarebiko no Sumeramikoto.
- Capítol 4:
  - L'emperador Suizei — Kamu Nunakawamimi no Sumeramikoto.
  - L’emperador Annei — Shikitsuhiko Tamatemi no Sumeramikoto.
  - L'emperador Itoku — Ōyamato Hikosukitomo no Sumeramikoto.
  - L'emperador Kōshō — Mimatsuhiko Sukitomo no Sumeramikoto.
  - L'emperador Kōan — Yamato Tarashihiko Kuni Oshihito no Sumeramikoto.
  - L'emperador Kōrei — Ōyamato Nekohiko Futoni no Sumeramikoto.
  - L'emperador Kōgen — Ōyamato Nekohiko Kunikuru no Sumeramikoto.
  - L'emperador Kaika — Wakayamato Nekohiko Ōbibi no Sumeramikoto.

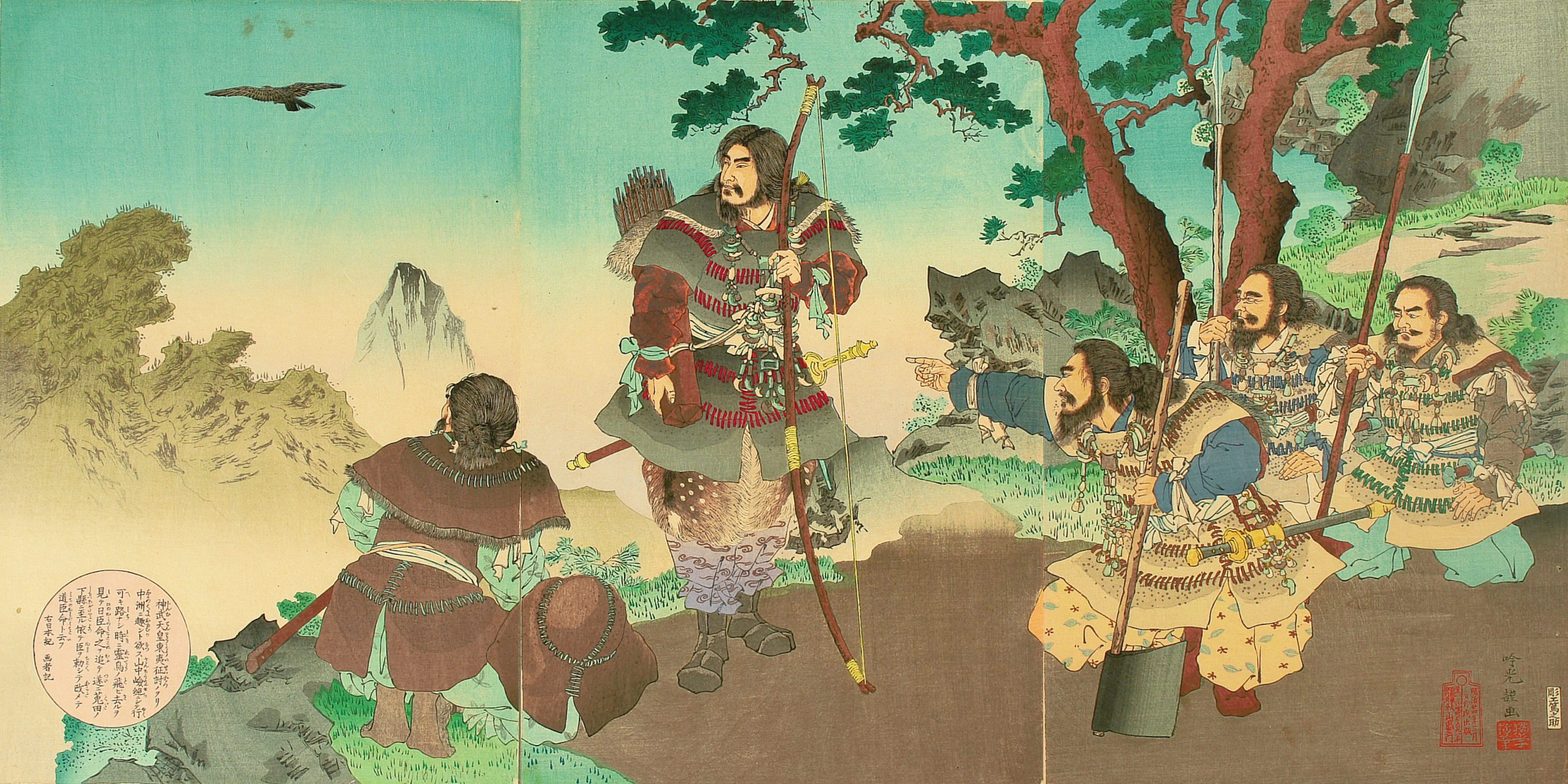
L'emperador Jinmu. Impressió en color d'una xilografia de l'any 1891, de la sèrie Nihon shoki d'Adachi Ginkō.

- L'emperador Jinmu. Impressió en color d'una xilografia de l'any 1891, de la sèrie Nihon shoki d'Adachi Ginkō.Capítol 5: L'emperador Sujin — Mimaki Iribiko Iniye no Sumeramikoto.
- Capítol 6: L'emperador Suinin — Ikume Iribiko Isachi no Sumeramikoto.
- Capítol 7:
  - L'emperador Keikō — Ōtarashihiko Oshirowake no Sumeramikoto.
  - L'emperador Seimu — Waka Tarashihiko no Sumeramikoto.
- Capítol 8: L'emperador Chūai — Tarashi Nakatsuhiko no Sumeramikoto.
- Capítol 9: L'emperadriu Jingū — Okinaga Tarashihime no Mikoto.
- Capítol 10: L'emperador Ōjin — Homuda no Sumeramikoto.
- Capítol 11: L'emperador Nintoku — Ōsasagi no Sumeramikoto.
- Capítol 12:
  - L'emperador Richū — Izahowake no Sumeramikoto.
  - L'emperador Hanzei — Mitsuhawake no Sumeramikoto.
- Capítol 13:
  - L'emperador Ingyō — Oasazuma Wakugo no Sukune no Sumeramikoto.
  - L'emperador Ankō — Anaho no Sumeramikoto.
- Capítol 14: L'emperador Yūryaku — Ōhatsuse no Waka Takeru no Sumeramikoto.
- Capítol 15:
  - L'emperador Seinei — Shiraka no Take Hirokuni Oshi Waka Yamato Neko no Sumeramikoto.
  - L'emperador Kenzō — Woke no Sumeramikoto.
  - L'emperador Ninken — Oke no Sumeramikoto.
- Capítol 16: L'emperador Buretsu — Ohatsuse no Waka Sasagi no Sumeramikoto.
- Capítol 17: L'emperador Keitai — Ōdo no Sumeramikoto.
- Capítol 18:
  - L'emperador Ankan — Hirokuni Oshi Take Kanahi no Sumeramikoto.
  - L'emperador Senka — Take Ohirokuni Oshi Tate no Sumeramikoto.
- Capítol 19: L'emperador Kimmei — Amekuni Oshiharaki Hironiwa no Sumeramikoto.
- Capítol 20: L'emperador Bidatsu — Nunakakura no Futo Tamashiki no Sumeramikoto.
- Capítol 21:
  - L'emperador Yōmei — Tachibana no Toyohi no Sumeramikoto.
  - L'emperador Sushun — Hatsusebe no Sumeramikoto.
- Capítol 22: L'emperadriu Suiko — Toyomike Kashikiya Hime no Sumeramikoto.
- Capítol 23: L'emperador Jomei — Okinaga Tarashi Hihironuka no Sumeramikoto.
- Capítol 24: L'emperadriu Kōgyoku — Ame Toyotakara Ikashi Hitarashi no Hime no Sumeramikoto.
- Capítol 25: L'emperador Kōtoku — Ame Yorozu Toyohi no Sumeramikoto.
- Capítol 26: L'emperadriu Saimei — Ame Toyotakara Ikashi Hitarashi no Hime no Sumeramikoto.
- Capítol 27: L'emperador Tenji — Ame Mikoto Hirakasuwake no Sumeramikoto.
- Capítol 28: L'emperador Tenmu, 1r capítol — Ama no Nunakahara Oki no Mahito no Sumeramikoto, Kami no maki.
- Capítol 29: L'emperador Tenmu, 2r capítol — Ama no Nunakahara Oki no Mahito no Sumeramikoto, Shimo no maki.
- Capítol 30: L'emperadriu Jitō — Takamanohara Hirono Hime no Sumeramikoto.